# Franz Defregger (Architekt)
Franz Defregger (* 19. März 1906 in München; † 1950) war ein deutscher Architekt und Baubeamter der Postbauschule.

## Leben
Sein Architekturstudium absolvierte Franz Defregger an der Technischen Hochschule Stuttgart und der Technischen Hochschule München, unter anderen bei Paul Bonatz. Von 1930 bis 1932 arbeitete er als Referendar in der Bauabteilung der Oberpostdirektion Regensburg. 1932 legte er das Staatsexamen ab und wurde zum Regierungsbaumeister (Assessor) ernannt. 1933 fand er eine Anstellung bei der Bayerischen Siedlungs- und Landbank, für die er die Außenstelle in Cham leitete und ein Siedlungsprojekt mit 300 preiswerten Kleinstsiedlerhäusern ausführte. Von 1935 bis 1936 entwarf und realisierte er für das Münchener Luftgaukommando in Neubiberg einen Luftwaffenstützpunkt, anschließend wechselte er zur Münchener Stadtverwaltung.
1939 wurde er zur Wehrmacht einberufen, jedoch nach drei Wochen wieder in den Dienst der Luftwaffenbauabteilung in Gleiwitz genommen. Von 1941 bis 1944 arbeitete er für das Stadtbauamt München, bevor er dann für die letzten beiden Kriegsjahre zum Kriegsdienst einberufen wurde. In der Nachkriegszeit arbeitete Defregger als Oberbaurat in der Baubehörde der Stadt München.

## Bauten und Entwürfe (Auswahl)
- 1932: Postamt in Wörth an der Donau (mit Karl Schreiber)
- 1933–1934: fünf Häuser für die Siedlungsausstellung in der Mustersiedlung Ramersdorf in München
- 1933: 300 Kleinstsiedlerhäuser in Cham
- 1933–1935: Flugplatz Neubiberg (heute Standort der Universität der Bundeswehr München)
- 1936: Wohnsiedlung St. Afra in Mehring
- 1936: Wohnbauten an der Korbinianstraße in München
- 1936–1938: SS-Hauptreitschule München
- 1939: Zivilflugplatz, Luftplatz, Barackenstadt in Gleiwitz
- Wettbewerbsentwurf für die Stadtplanung Altenburg

| Personendaten    | Personendaten                                        |
| ---------------- | ---------------------------------------------------- |
| NAME             | Defregger, Franz                                     |
| KURZBESCHREIBUNG | deutscher Architekt und Baubeamter der Postbauschule |
| GEBURTSDATUM     | 19. März 1906                                        |
| GEBURTSORT       | München                                              |
| STERBEDATUM      | 1950                                                 |